# NH Chess Tournament

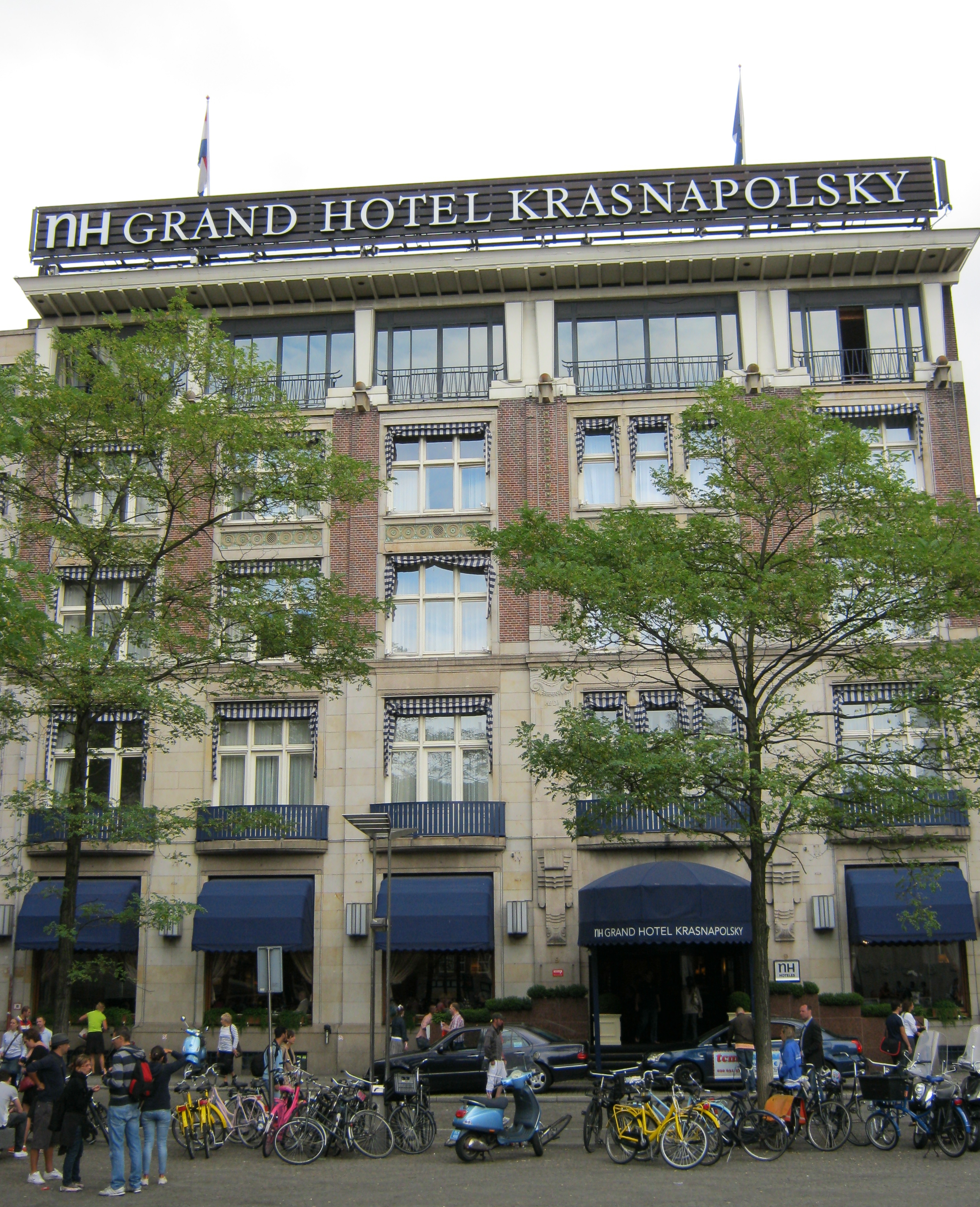
NH Grand Hotel Krasnapolsky in Amsterdam, Austragungsort des Turniers

Das NH Chess Tournament war ein Schachturnier, das von 2006 bis 2010 jährlich im August in Amsterdam ausgetragen wurde. Spielort war das Grand Hotel Krasnapolsky, das zur Firmengruppe NH Hoteles gehört. Finanziert wurde das Turnier von dem niederländischen Schachmäzen Joop van Oosterom.
Es spielten zwei Teams, bestehend aus jeweils fünf erfahrenen Großmeistern und fünf aufstrebenden Talenten, doppelrundig nach Scheveninger System gegeneinander. Der beste Spieler des Jugendteams erhielt eine Einladung zum gut dotierten Turnier Melody Amber im folgenden Jahr. 

## Teilnehmer und Resultate

### 2006
Das Jugendteam gewann mit 28-22 Punkten.
| Team Erfahrung                   | Team Jugend                  |
| -------------------------------- | ---------------------------- |
| Alexander Beliavsky (6,5 Punkte) | Magnus Carlsen (6,5 Punkte)  |
| Ljubomir Ljubojević (4,5 Punkte) | Sergei Karjakin (6 Punkte)   |
| Ulf Andersson (4 Punkte)         | Wang Hao (5,5 Punkte)        |
| Artur Jussupow (3,5 Punkte)      | Daniël Stellwagen (5 Punkte) |
| John Nunn (3,5 Punkte)           | Jan Smeets (5 Punkte)        |

### 2007
Das Jugendteam gewann mit 26½-23½ Punkten.
| Team Erfahrung                   | Team Jugend                    |
| -------------------------------- | ------------------------------ |
| Artur Jussupow (5,5 Punkte)      | Sergei Karjakin (7 Punkte)     |
| Predrag Nikolić (5,5 Punkte)     | Iwan Tscheparinow (6 Punkte)   |
| Alexander Chalifman (5 Punkte)   | Jan Smeets (5,5 Punkte)        |
| Alexander Beliavsky (4 Punkte)   | Daniël Stellwagen (4,5 Punkte) |
| Ljubomir Ljubojević (3,5 Punkte) | Parimarjan Negi (3,5 Punkte)   |

### 2008
Das Jugendteam gewann mit 33½-16½ Punkten.
| Team Erfahrung                   | Team Jugend                    |
| -------------------------------- | ------------------------------ |
| Simen Agdestein (4 Punkte)       | Wang Yue (8,5 Punkte)          |
| Jewgeni Barejew (4 Punkte)       | Iwan Tscheparinow (7,5 Punkte) |
| Ljubomir Ljubojević (3,5 Punkte) | Fabiano Caruana (6,5 Punkte)   |
| Artur Jussupow (2,5 Punkte)      | Erwin l’Ami (6 Punkte)         |
| Viktor Kortschnoi (2,5 Punkte)   | Daniël Stellwagen (5 Punkte)   |

### 2009
Das Team Erfahrung gewann mit 27½-22½ Punkten.
| Team Erfahrung                   | Team Jugend                    |
| -------------------------------- | ------------------------------ |
| Peter Heine Nielsen (6,5 Punkte) | Jan Smeets (6 Punkte)          |
| Pjotr Swidler (6 Punkte)         | Fabiano Caruana (5 Punkte)     |
| Ljubomir Ljubojević (5,5 Punkte) | Daniël Stellwagen (4,5 Punkte) |
| Alexander Beliavsky (5 Punkte)   | Hou Yifan (3,5 Punkte)         |
| Loek van Wely (4,5 Punkte)       | Hikaru Nakamura (3,5 Punkte)   |

### 2010
Das Jugendteam gewann mit 26-24 Punkten. Die punktgleichen Nakamura und Giri spielten einen Stichkampf über zwei Blitzpartien, den Nakamura mit 2:0 gewann.
| Team Erfahrung                   | Team Jugend                |
| -------------------------------- | -------------------------- |
| Boris Gelfand (7 Punkte)         | Hikaru Nakamura (6 Punkte) |
| Pjotr Swidler (5,5 Punkte)       | Anish Giri (6 Punkte)      |
| Peter Heine Nielsen (4 Punkte)   | Fabiano Caruana (5 Punkte) |
| Loek van Wely (4 Punkte)         | David Howell (4,5 Punkte)  |
| Ljubomir Ljubojević (3,5 Punkte) | Wesley So (4,5 Punkte)     |

## Beste Jugendspieler

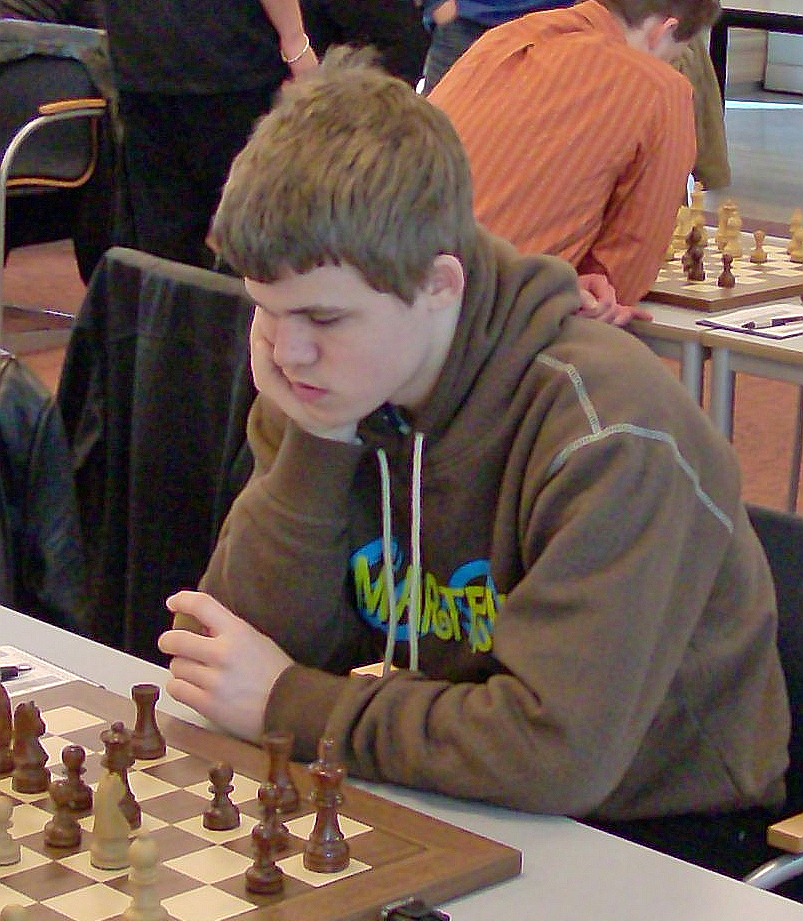
2006: Magnus Carlsen
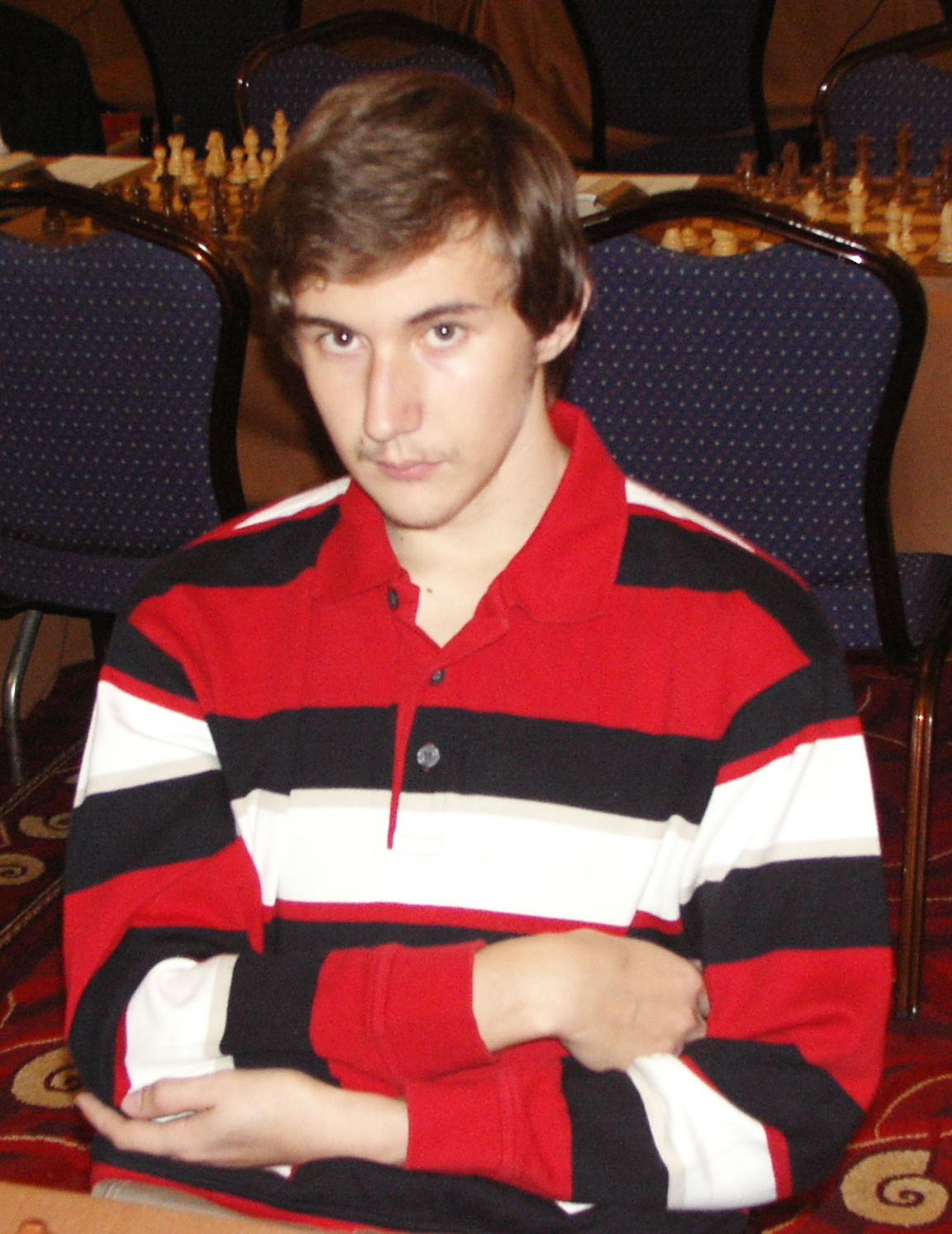
2007: Sergei Karjakin
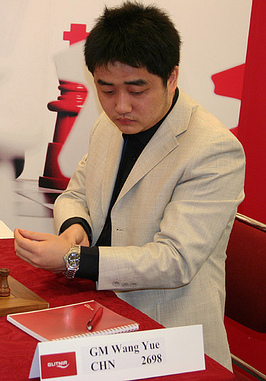
2008: Wang Yue
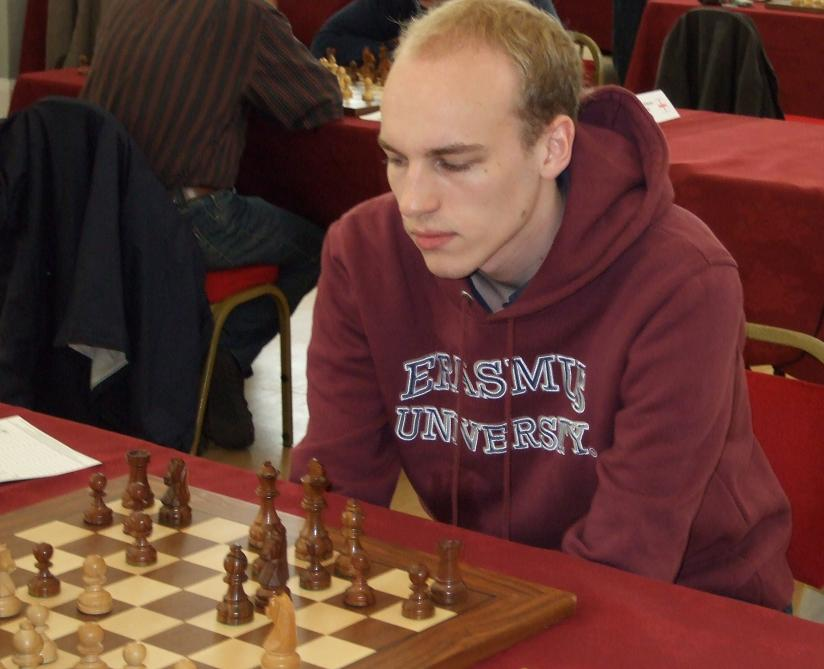
2009: Jan Smeets
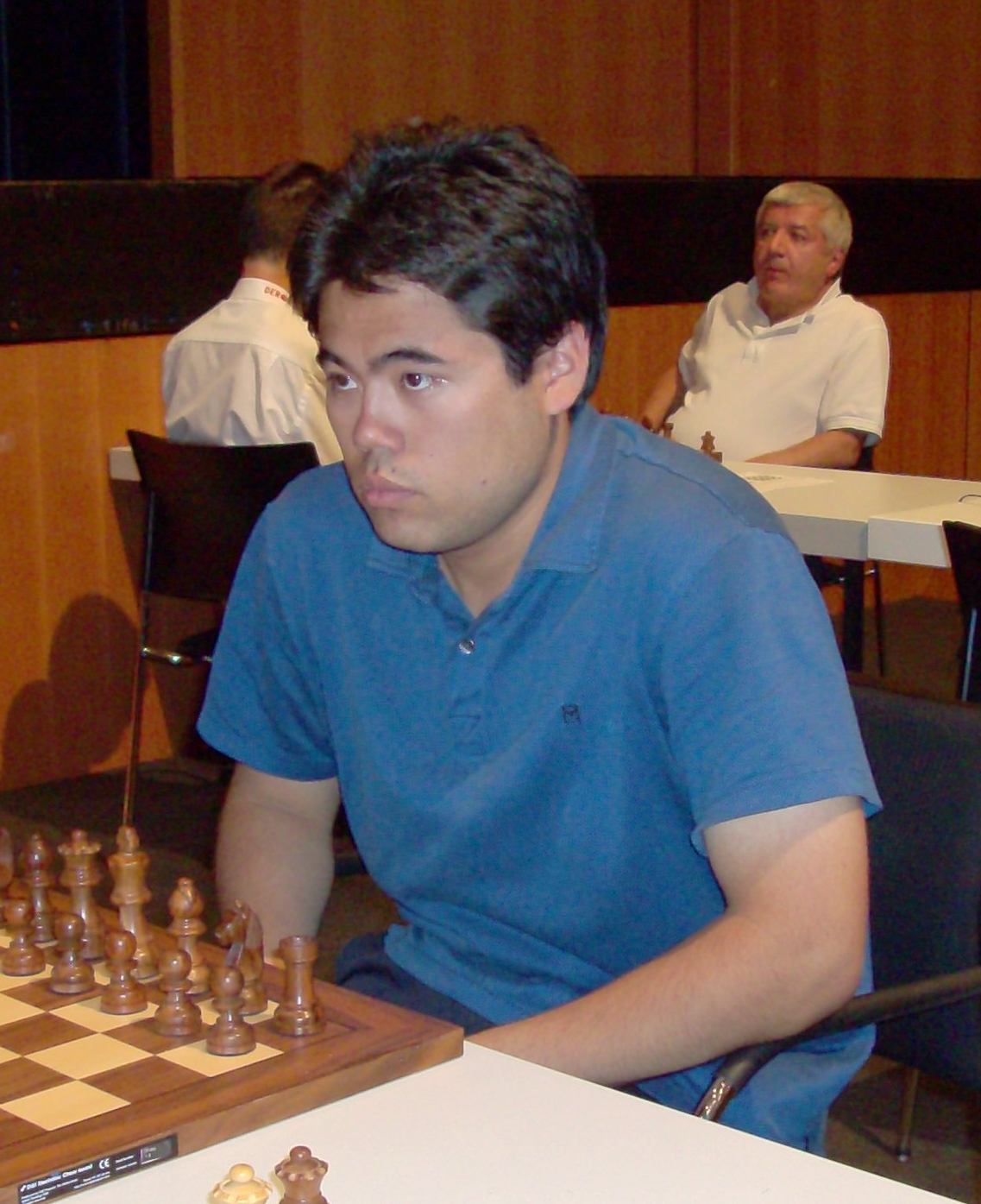
2010: Hikaru Nakamura